# Georg August Wallin
Georg August Wallin (født 24. oktober 1811 på Åland, død 23. oktober 1852 i Helsingfors) var en finsk orientalist og rejsende. 
I en ung alder blev Wallin docent i orientalske sprog ved Universitetet i Helsingfors og udkastede derefter planen til en større forskningsrejse i de arabisktalende lande; til denne forberedte han sig i et par år med stor omhu og drog derpå af sted 1843; i begyndelsen af det følgende år nåede han Kairo, der blev hans opholdssted gennem flere år. Her levede han fuldstændig som orientaler under navnet Vali Efendi og erhvervede sig grundige kundskaber både i det moderne arabiske talesprog og i østerlandske kulturforhold. 
I de følgende år foretog han længere rejser til Syrien, Bagdad og Persien, indtil han 1849, trykket af tungsind og sygdom, vendte tilbage til Europa. Wallin mødte her stor anerkendelse og blev 1851 udnævnt til professor i Helsingfors, men han var knap begyndt på udarbejdelsen af det store materiale, han havde hjembragt, før døden ramte ham. 
Nogle enkelte tekstudgaver og nogle spredte afhandlinger om beduinernes dialekter (udgivne efter hans død i "Zeitschrift der deutschen morgenländischen Gesellschaft") blev det hele udbytte af hans virksomhed. Ved siden af Burckhardt kan Wallin vel anføres som den europæiske forsker, hvem det mest er lykkedes at trænge ind i ørkenarabernes tænkesæt og udtryksmåde.